# Dennis Olsen

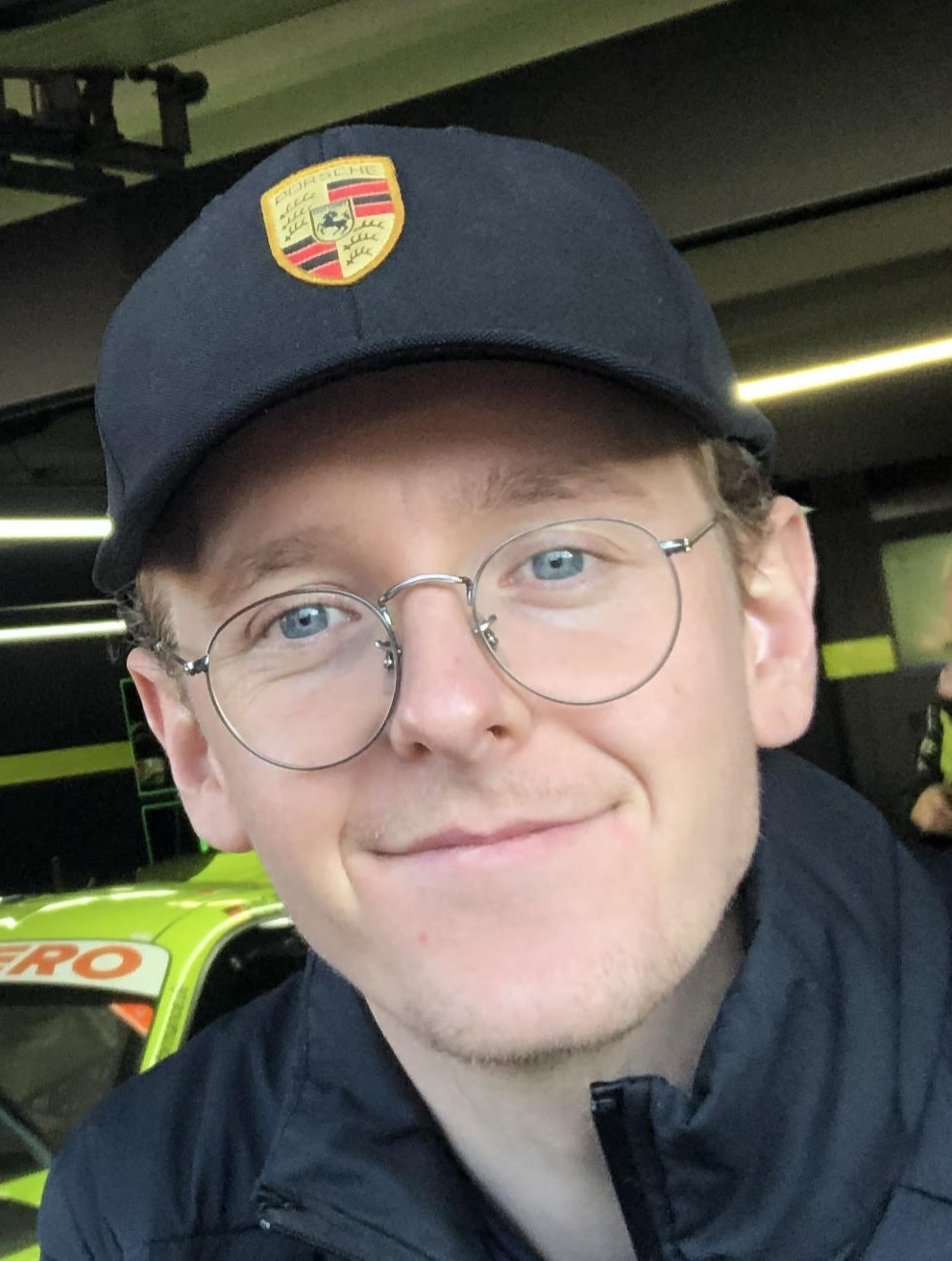
Dennis Olsen 2022

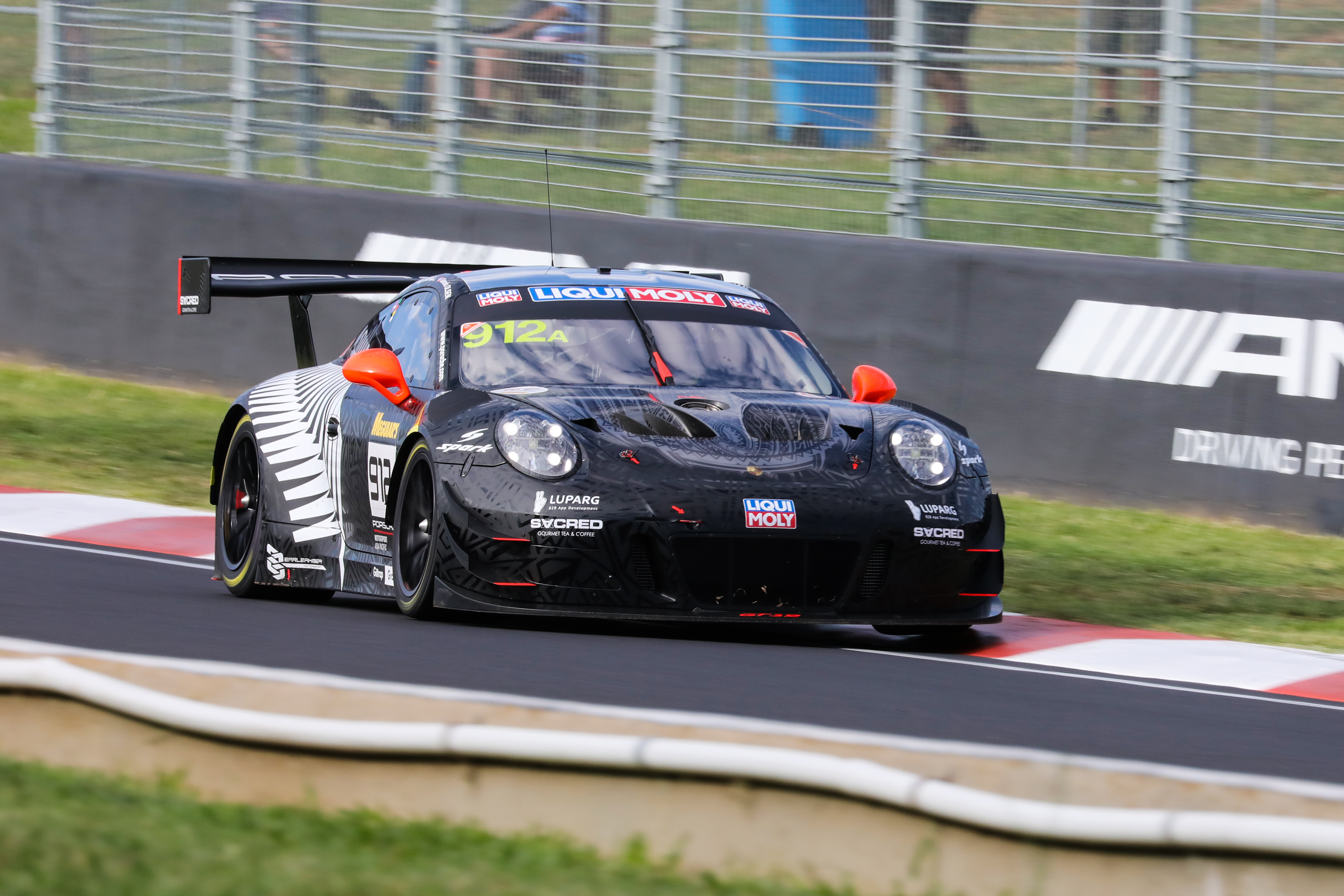
Dennis Olsen im Porsche 911 GT3R beim 12-Stunden-Rennen von Bathurst 2019

Dennis Olsen (* 14. April 1996 in Fredrikstad) ist ein norwegischer Automobilrennfahrer.

## Karriere

### Kart- und Formelsport
Dennis Olsen begann 2006 im Kartsport seine Motorsportlaufbahn. Er fuhr Kart in Norwegen, Deutschland und in internationalen Wettbewerben bis 2014 und gewann in dieser Zeit mehrere Meistertitel. Seine letzten Titel gewann er 2012 in der Deutschen Kartmeisterschaft in der KF1-Klasse und 2013 und 2014 in der Norwegischen Kartmeisterschaft in der KZ2-Klasse.
Parallel zum Kart stieg er 2013 in den Formelsport ein und startete überwiegend in Formel-Renault-Rennserien. 2013 und 2014 fuhr er einige Rennen in der Formel Renault 2.0 Alps. Im Formel Renault 2.0 Northern European Cup ging er 2013 und 2015 an den Start. 2013 gewann er mit dem Team Josef Kaufmann Racing den dritten Rang in der Fahrerwertung und erzielte seine beste Gesamtplatzierung in der Serie. In den Jahren 2014 und 2015 fuhr er im Formel Renault 2.0 Eurocup und wurde in seiner ersten Saison mit Prema Powerteam Vize-Meister in der Rennserie.
In der Saison 2013 startete er in Neuseeland in der Toyota Racing Series und wurde 13. Im Gesamtklassement. 2015 trat er in drei Rennen der Formel Masters China Serie an und erreichte einen 16. Gesamtplatz.

### GT-Motorsport
2016 wurde Olsen Porsche Werksfahrer und ins Junior-Programm aufgenommen. In den beiden Jahren 2016 und 2017 fuhr er im Porsche Supercup und im Porsche Carrera Cup Deutschland. Im Supercup wurde der 2017 zusammen mit Walter Lechner Racing Team Vizemeister und im deutschen Markenpokal erzielte er 2016 den dritten Rang und 2017 gewann er mit Konrad Motorsport den Meistertitel. Parallel fuhr er im Porsche GT3 Cup Challenge Middle East 2016/17 in zwei Läufen und wurde 17. im Gesamtklassement. Im Porsche Carrera Cup Skandinavien hatte er 2017 einen Gaststart.
Als sog. Porsche Young Professional startete er 2018 und 2019 für verschiedene Rennteams in internationalen Rennserien. Mit dem Team Proton Competition ging er 2018 mit einem Porsche 911 RSR (Typ 991) in der GTE-Wertung der European Le Mans Series (ELMS) an den Start und wurde Sechster in der Gesamtwertung.
Er fuhr 2019 für Rowe Racing fünf Rennen in der Pro-Wertung des Blancpain GT Series Endurance Cup und wurde zum Jahresende 12. Parallel ging er in einigen Rennen der Blancpain GT World Challenge Asia und Blancpain GT World Challenge America an den Start. In der GT World Challenge America erreichte er den siebten Rang in der ProAm-Wertung.
In der Intercontinental GT Challenge trat er für verschiedene Teams 2019 zu allen Läufen und 2020 zu einem Rennen an. Zum Saisonende 2019 gewann er die Fahrerwertung in der Meisterschaft.
Für das Team Pfaff Motorsports fuhr er 2019 und 2020 vereinzelte Rennen in der IMSA WeatherTech SportsCar Championship. Seine beste Gesamtplatzierung erzielte er dabei 2019 mit dem 33. Rang in der GTD-Wertung.
In der Saison 2021 ging er in der ADAC GT Masters beim Rennen auf dem Red Bull Ring an den Start.
In den Jahren 2016 und von 2018 bis 2021 startete er in der  Langstreckenmeisterschaft Nürburgring (VLN), bzw. in deren Nachfolgerennserie Nürburgring Langstrecken-Serie (NLS). Sein größter Erfolg dort war 2020 der zweite Platz in der SP9 Pro GT3-Wertung.

### Langstreckenrennen
Dennis Olsen nahm an mehreren Langstreckenrennen teil. Sein erstes Rennen fuhr er 2016 für Manthey Racing in einem Porsche 911 GT3 R (Typ 991) in der A6-Wertung der 24H Series. 2018 ging der mit Herberth Motorsport abermals in der 24H GT Series an den Start.
In der Saison 2018/19 der FIA-Langstrecken-Weltmeisterschaft (WEC) startete er mit dem Porsche-Werksteam beim 24-Stunden-Rennen von Le Mans 2019. Zusammen mit Sven Müller und Mathieu Jaminet wurde er 27. in der Gesamt- und Siebter in der LMGTE Pro-Wertung.
Beim 24-Stunden-Rennen auf dem Nürburgring ging er ab 2018 regelmäßig in der SP9- bzw. SP9 Pro-Wertung an den Start. Sein bestes Resultat in diesem Rennen erzielte er 2019 auf einem Porsche 911 GT3 R von Manthey Racing mit dem vierten Platz.
2020 fuhr er für das Team Pfaff Motorsports beim 24-Stunden-Rennen von Daytona. Das Rennen beendete er mit seinen Fahrerkollegen auf dem 13. Rang in der GTD-Wertung.
Seinen bislang größten Langstrecken-Erfolg konnte er 2019 beim 12-Stunden-Rennen von Bathurst mit einem Gesamtsieg auf einem Porsche 911 GT3 R feiern.
Olsen nahm 2020 an der Simracing-Rennserie 24H Le Mans Virtual teil. Das Rennen beendete er mit dem neunten Platz in der GTE-Wertung.

## Statistik

### Le-Mans-Ergebnisse
| Jahr | Team               | Fahrzeug            | Teamkollege     | Teamkollege        | Platzierung | Ausfallgrund |
| ---- | ------------------ | ------------------- | --------------- | ------------------ | ----------- | ------------ |
| 2019 | Porsche GT Team    | Porsche 991 RSR GTE | Mathieu Jaminet | Sven Müller        | Rang 27     |              |
| 2021 | Team Project 1     | Porsche 991 RSR-19  | Anders Buchardt | Robby Foley        | Ausfall     | Unfall       |
| 2024 | Proton Competition | Ford Mustang GT3    | Mikkel Pedersen | Giorgio Roda       | Rang 30     |              |
| 2025 | Proton Competition | Ford Mustang GT3    | Stefano Gattuso | Giammarco Levorato | Ausfall     | Unfall       |

### Sebring-Ergebnisse
| Jahr | Team                        | Fahrzeug         | Teamkollege      | Teamkollege       | Platzierung | Ausfallgrund |
| ---- | --------------------------- | ---------------- | ---------------- | ----------------- | ----------- | ------------ |
| 2025 | Ford Multimatic Motorsports | Ford Mustang GT3 | Christopher Mies | Frédéric Vervisch | Rang 24     |              |

### Einzelergebnisse in der FIA-Langstrecken-Weltmeisterschaft
| Saison  | Team                  | Rennwagen          | 1   | 2   | 3   | 4   | 5   | 6   | 7   | 8   |
| ------- | --------------------- | ------------------ | --- | --- | --- | --- | --- | --- | --- | --- |
| 2018/19 | Porsche GT Team       | Porsche 991 RSR    | SPA | LEM | SIL | FUJ | SHA | SEB | SPA | LEM |
| 2018/19 | Porsche GT Team       | Porsche 991 RSR    |     |     |     |     | 27  |     |     |     |
| 2019/20 | Dempsey-Proton Racing | Porsche 991 RSR    | SIL | FUJ | SHA | BAH | AUS | SPA | LEM | BAH |
| 2019/20 | Dempsey-Proton Racing | Porsche 991 RSR    |     |     |     |     | 20  |     |     |     |
| 2021    | Team Project 1        | Porsche 911 RSR-19 | SPA | POR | MON | LEM | BAH | BAH |     |     |
| 2021    | Team Project 1        | Porsche 911 RSR-19 |     |     | 30  | DNF |     |     |     |     |
| 2024    | Proton Competition    | Ford Mustang GT3   | KAT | IMO | SPA | LEM | SAO | AUS | FUJ | BAH |
| 2024    | Proton Competition    | Ford Mustang GT3   | 24  | DNF | 23  | 30  | 31  | DNF | 28  | DNF |
| 2025    | Proton Competition    | Ford Mustang GT3   | KAT | IMO | SPA | LEM | SAO | AUS | FUJ | BAH |
| 2025    | Proton Competition    | Ford Mustang GT3   | 27  | 34  | 16  | DNF | DNF |     |     |     |